# Lulubi
Lulubi je naziv za državu koja je postojala krajem 3. tisućljeća pr. Kr. podno obronaka Zagrosa u zapadnim dijelovima današnjeg Irana. Postojanje ove države ovjereno je u sumerskim i akadskim klinopisima, ali o podrijelu ili jeziku njenih stanovnika ne zna se gotovo ništa pa tako danas nije moguće utvrditi razliku između njih i Gutejaca. Jedina poznata riječ iz njihovog jezika jest ki-ú-ru-um što znači „božanstvo”. Kratko razdoblje samostalnosti Lulubija završilo je pripajanjem Akadskom Carstvu o čemu svjedoči stela Naram Sina koja prikazuje njegovu pobjedu nad Lulubijem. U blizini iranskog grada Sari Poli Zahaba pronađeni su najstariji reljefi koji se pripisuju ostavštini Lulubija, a najznačajniji među njima je onaj koji veliča pobjedu vladara Anubaninija.  

## Poveznice
- Gutejci
- Kasiti
- Akadsko Carstvo